# Mistrzostwa Świata w Piłce Nożnej 2022 (eliminacje strefy CAF)/Grupa B
Grupa B jest jedną z dziesięciu grup eliminacji drugiej rundy do Mistrzostw Świata 2022. Składa się z czterech niżej wymienionych reprezentacji:
- Tunezja
- Zambia
- Mauretania
- Gwinea Równikowa

Każda drużyna rozegra z każdą dwa mecze (u siebie i na wyjeździe). Mecze rozpoczną się we wrześniu 2021. Drużyna z pierwszego miejsca awansuje do trzeciej rundy.

## Tabela
| Lp. | Drużyna          | M | Mecze | Mecze | Mecze | Bramki | Bramki | Bramki | Pkt |
| Lp. | Drużyna          | M | W     | R     | P     | +      | −      | +/−    | Pkt |
| --- | ---------------- | - | ----- | ----- | ----- | ------ | ------ | ------ | --- |
| 1.  | Tunezja          | 6 | 4     | 1     | 1     | 11     | 2      | +9     | 13  |
| 2.  | Gwinea Równikowa | 6 | 3     | 2     | 1     | 6      | 5      | +1     | 11  |
| 3.  | Zambia           | 6 | 2     | 1     | 3     | 8      | 9      | −1     | 7   |
| 4.  | Mauretania       | 6 | 0     | 2     | 4     | 2      | 11     | −9     | 2   |

## Wyniki
| 3 września 2021 18:00 CEST | Mauretania · Niass 69' | 1:2(0:1)Raport | Zambia · 10' Mwepu · 57' Mumba | Stadion Olimpijski w Nawakszut, Nawakszut Sędzia: Ibrahim Nour El Din |
|                            |                        |                |                                |                                                                       |

| 3 września 2021 21:00 CEST | Tunezja · Bronn 54' · Skhiri 78' · Khazri 83' (k.) | 3:0(0:0)Raport | Gwinea Równikowa | Stadion Olimpijski w Radisie, Radis Sędzia: Daniel Laryea Nii Ayi |
|                            |                                                    |                |                  |                                                                   |

| 7 września 2021 15:00 CEST | Zambia | 0:2(0:1)Raport | Tunezja · 8' (k.) Khazri · 90+2' Ben Slimane | Levy Mwanawasa Stadium, Ndola Sędzia: Eric Otogo-Castane |
|                            |        |                |                                              |                                                          |

| 7 września 2021 18:00 CEST | Gwinea Równikowa · Ibán 59' (k.) | 1:0(0:0)Raport | Mauretania | Nuevo Estadio de Malabo, Malabo Sędzia: Hélder Martins de Carvalho |
|                            |                                  |                |            |                                                                    |

| 7 października 2021 18:00 CEST | Gwinea Równikowa · Coco 35' · Nsue 88' | 2:0(1:0)Raport | Zambia | Nuevo Estadio de Malabo, Malabo Sędzia: Noureddine El Jaafari |
|                                |                                        |                |        |                                                               |

| 7 października 2021 21:00 CEST | Tunezja · Skhiri 15' · Khazri 42' · Jaziri 86' | 3:0(2:0)Raport | Mauretania | Stadion Olimpijski w Radisie, Radis Sędzia: Bamlak Tessema Weyesa |
|                                |                                                |                |            |                                                                   |

| 10 października 2021 18:00 CEST | Zambia · F. Sakala 65' | 1:1(0:0)Raport | Gwinea Równikowa · 82' Bikoro | National Heroes Stadium, Lusaka Sędzia: Bakary Gassama |
|                                 |                        |                |                               |                                                        |

| 10 października 2021 21:00 CEST | Mauretania | 0:0(0:0)Raport | Tunezja | Stadion Olimpijski w Nawakszut, Nawakszut Sędzia: Mehdi Abid Charef |
|                                 |            |                |         |                                                                     |

| 13 listopada 2021 14:00 CET | Zambia · Daka 34' · Sakala 37', 45+1' (k.), 63' | 4:0(3:0)Raport | Mauretania | National Heroes Stadium, Lusaka Sędzia: Mahmood Ali Mahmood Ismail |
|                             |                                                 |                |            |                                                                    |

| 13 listopada 2021 17:00 CET | Gwinea Równikowa · Ganet 84' | 1:0(0:0)Raport | Tunezja | Nuevo Estadio de Malabo, Malabo Sędzia: Boubou Traoré |
|                             |                              |                |         |                                                       |

| 16 listopada 2021 20:00 CET | Tunezja · Laïdouni 18' · Dräger 31' · Maâloul 43' | 3:1(3:0)Raport | Zambia · 80' Sakala | Stadion Olimpijski w Radisie, Radis Sędzia: Pacifique Ndabihawenimana |
|                             |                                                   |                |                     |                                                                       |

| 16 listopada 2021 20:00 CET | Mauretania · Kamara 22' | 1:1(1:0)Raport | Gwinea Równikowa · 59' Coco | Stadion Olimpijski w Nawakszut, Nawakszut Sędzia: Ahmad Imtehaz Heeralall |
|                             |                         |                |                             |                                                                           |

## Strzelcy
5 goli
- Fashion Sakala

3 gole
- Wahbi Khazri

2 gol
- Saúl Coco
- Ellyes Skhiri

1 gol
- Federico Bikoro
- Pablo Ganet
- Ibán
- Emilio Nsue
- Aboubakar Kamara
- Mamadou Niass
- Anis Ben Slimane
- Dylan Bronn
- Mohamed Dräger
- Seifeddine Jaziri
- Aïssa Laïdoun
- Ali Maâloul
- Patson Daka
- Prince Mumba
- Enock Mwepu